# Бырлад (плато)
Бырлад (рум. Podișul Bârladului) — плато на востоке Румынии, средняя часть Молдовской возвышенности.
Плато сложено известняками, песчаниками и глинами неогенового возраста. Сильно расчленено густой сетью глубоко врезанных рек, относящихся к бассейну Прута, Сирета и Бырлада. Высота плато достигает 564 м. Распространены овраги; междуречья преимущественно плоские. На территории плато произрастают буковые и дубовые леса. Население занимается животноводством, садоводством, виноградарством.